# Ангеловка (Чортковский район)
Ангеловка (укр. Ангелівка) — село в Толстенской поселковой общине Чортковского района Тернопольской области Украины.
До 2020 года входило в Залещицкий район.
Код КОАТУУ — 6122087002. Население по переписи 2018 года составляло 213 человек.

## Географическое положение
Село Ангеловка находится в 3,5 км от правого берега реки Тупа,
на расстоянии в 2,5 км от посёлок Толстое и в 3-х км от села Подолье.
По селу протекает пересыхающий ручей.

## История
- 1763 год — дата основания.
- В 1965 году переименовано в село Весняное.
- В 1990 году селу вернули историческое название[2].

## Достопримечательности
- Братская могила советских воинов.